# واسیلی استالین
واسیلی ایوسیفوویچ استالین (روسی: Васи́лий Ио́сифович Ста́лин؛ جوگاشویلی؛ روسی: Джугашви́ли؛ ۲۱ مارس ۱۹۲۱–۱۹ مارس ۱۹۶۲) پسر ژوزف استالین و همسر دومش نادژدا آلیلوایوا بود. مادر واسیلی در سن ۳۱ سالگی خودکشی کرد، بنابراین او توسط پدرش بزرگ شد. وی هنگامی که آلمان نازی در سال ۱۹۴۱ عملیات بارباروسا، حمله به اتحاد جماهیر شوروی را آغاز کرد، به نیروی هوایی پیوست. در حالی که خدمات فعال محدودی را می‌دید، موفق شد به درجه ارتشبد برسد. بعد از جنگ چند پست فرماندهی داشت. پس از مرگ ژوزف استالین در سال ۱۹۵۳، واسیلی اقتدار خود را از دست داد، دستگیر و به زندان محکوم شد. بقیه عمر خود را بین زندان و بستری شدن در بیمارستان گذراند تا اینکه در سال ۱۹۶۲ درگذشت.

## حضور در جنگ
واسیلی خدمت نظامی فعال خود را در شانزدهمین هنگ هواپیمایی جنگنده در مسکو آغاز کرد. در اینجا او با گالینا بوردونسکایا، همسر آینده اش آشنا شد. آنها زمانی ازدواج کردند که واسیلی ۱۹ ساله بود.
او در اوت ۱۹۴۱ به جبهه منتقل شد و در تلاش برای مخفی کردن هویت خود، نام خانوادگی ایوانف را به او دادند. در ۲۹ مأموریت جنگی شرکت کرد و گفته می‌شود که دو هواپیمای دشمن را سرنگون کرده است. واسیلی به عنوان پسر رهبر اتحاد جماهیر شوروی مورد نفرت بسیاری از همکارانش قرار گرفت، زیرا آنها احساس می‌کردند که وی خبرچین پدرش است. در بهار سال ۱۹۴۲ او را به مسکو فرستادند و نقشی را در بازرسی شرایط نیروی هوایی بر عهده گرفت و عمدتاً تا آخر جنگ در مسکو ماند. واسیلی که از این نقش خسته شده بود، پس از حادثه ای در ۴ آوریل ۱۹۴۳ که مواد منفجره به داخل رودخانه مسکوا ریخته بود، خود را زخمی کرد و مهندس پرواز را به قتل رساند.
در نتیجه انفجار، واسیلی تنزل درجه یافت، اگرچه در عرض یک سال و نیم به فرماندهی یک لشکر هوایی ارتقا یافت. وی به سرلشکر ارتقا یافت و در سن ۲۴ سالگی به عنوان جوانترین سرلشکر ارتش سرخ شناخته شد. وی همچنین به چندین نشان دست یافت، از جمله نشان پرچم سرخ (دو بار)، نشان الکساندر نوسکی و نشان سووروف. پس از جنگ وی به عنوان بخشی از اشغال شوروی به آلمان منتقل شد.
وی در سال ۱۹۴۶ به سرلشکری و در ۱۹۴۸ به فرماندهی نیروی هوایی منطقه نظامی مسکو ارتقا یافت.

## دستگیری و زندان
ژوزف استالین در ۵ مارس ۱۹۵۳ درگذشت. واسیلی اندکی پس از مرگ پدرش وارد شد و با عصبانیت ادعا کرد که پدرش مسموم شده است. پس از مرگ پدرش، یک دوره طولانی مشکلات برای واسیلی آغاز شد. وزارت دفاع پیشنهاد داد که به او اجازه دهد فرماندهی هر منطقه نظامی را به عهده بگیرد، اما او فقط مسکو را قبول کرد. این امکان وجود نداشت بنابراین در عوض واسیلی مجبور به کناره‌گیری از ارتش شد. کمتر از دو ماه پس از مرگ پدرش، واسیلی در ۲۸ آوریل ۱۹۵۳ دستگیر شد، زیرا با دیپلمات‌های خارجی به یک رستوران رفته بود. وی به اتهام تحقیر رهبران اتحاد جماهیر شوروی، تبلیغات ضد شوروی و سهل انگاری جنایی متهم شد و به هشت سال زندان محکوم شد.
واسیلی از رهبران جدید اتحاد جماهیر شوروی، نیکیتا خروشچف و گئورگی مالنکوف خواستار عفو و بخشش شد اما وی فردی خطرناک قلمداد می‌شد و در دادگاه پشت درهای بسته مورد قضاوت قرار گرفت و اجازه وکالت قانونی نداشت. وی با نام «واسیلی پاولوویچ واسیلیف» در ندامتگاه ویژه ولادیمیر زندانی شد. وی در ۱۱ ژانویه ۱۹۶۰ از زندان آزاد شد. کمیته مرکزی حزب کمونیست اتحاد جماهیر شوروی برای او ۳۰۰ روبل مستمری، یک ساختمان در مسکو و سه ماه تعطیلات درمانی در کیسلوودسک صادر کرد. وی همچنین اجازه پوشیدن لباس نظامی و کلیه نشان‌های نظامی خود را به دست آورد..

## مرگ
واسیلی استالین در ۱۹ مارس ۱۹۶۲، به دلیل اعتیاد به الکل مزمن، دو روز قبل از چهل و یکمین سالگرد تولدش درگذشت و در قبرستان ارسکو دفن شد.

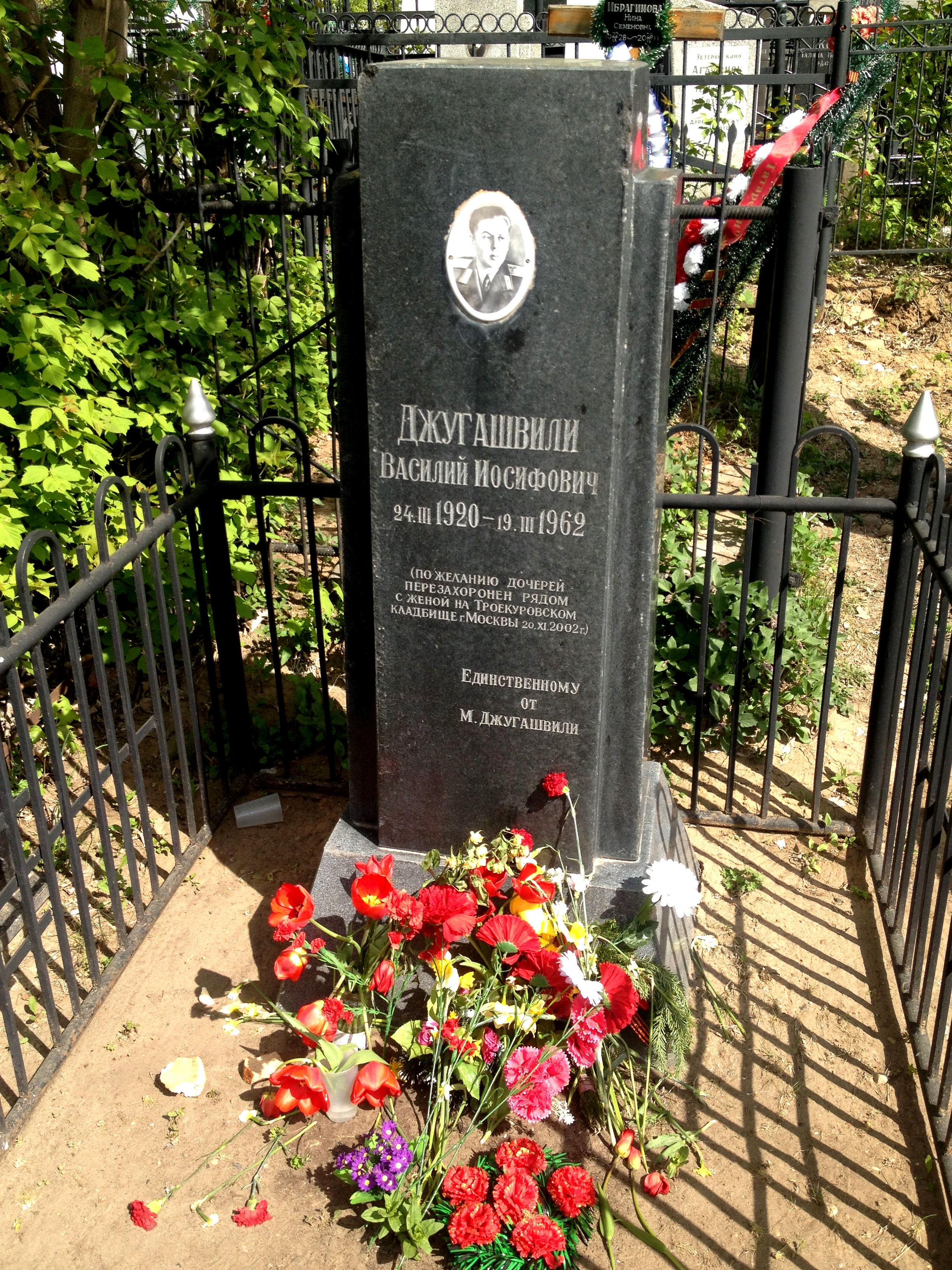
قبر واسیلی در کازان.

## افتخارات و جوایز

### اتحاد جماهیر شوروی
|  | نشان پرچم سرخ، سه بار (۲۰ ژوئن ۱۹۴۲، ۲ ژوئیه ۱۹۴۴، ۲۲ ژوئن ۱۹۴۸) |
|  | نشان سووروف، درجه ۲ (۲۹ مه ۱۹۴۵)                                 |
|  | نشان الکساندر نوسکی، (۳ نوامبر ۱۹۴۳)                             |
|  | نشان "برای لیاقت نبرد" (۱۹۴۸)                                    |
|  | نشان"برای دفاع از مسکو" (۱ مه ۱۹۴۴)                              |
|  | نشان"برای دفاع از استالینگراد" (۱۹۴۲)                            |
|  | نشان"برای پیروزی بر آلمان در جنگ بزرگ ۱۹۴۵–۱۹۴۱" (۱۹۴۵)          |
|  | نشان "برای تصرف برلین" (۱۹۴۵)                                    |
|  | نشان"برای آزادی ورشو" (۱۹۴۵)                                     |
|  | نشان جوبیلی "۳۰ سال ارتش و نیروی دریایی شوروی" (۲۲ فوریه ۱۹۴۸)   |
|  | نشان "به یاد ۸۰۰ سالگرد مسکو" (۱۹۴۷)                             |

### جوایز خارجی
|  | نشان صلیب گرونوالد، درجه ۳ (لهستان، ۱۹۴۵)      |
|  | نشان "برای ورشو ۱۹۴۵–۱۹۳۹" (لهستان، ۱۹۴۵)      |
|  | نشان "برای اودر، نیسه و بالتیک" (لهستان، ۱۹۴۵) |